# Sysłów
Sysłów (dodatkowa nazwa w j. niem. Syßlau) – przysiółek wsi Zawada w Polsce, położony w województwie opolskim, w powiecie prudnickim, w gminie Głogówek. Historycznie leży na Górnym Śląsku, na ziemi prudnickiej.
W latach 1975–1998 przysiółek administracyjnie należał do ówczesnego województwa opolskiego.
Według danych na 31 grudnia 2022 przysiółek był zamieszkany przez 80 osób.

## Nazwa
Nazywana też Sysów.
Wieś wzmiankowana jest po raz pierwszy w wizytacji archidiakonatu opolskiego z 1679 r., gdzie wymieniona jest wraz z sąsiednimi miejscowościami: „ex 5 pagellis, videlicet, Wawrzincowice, Sislon, Zawada, Neogolitz, et Antiquo-Golitz”  (zapis Sislon należy odczytywać jako Sislou, wynika to z częstego mieszania grafemów n i u). 2 kwietnia 1949 r. nadano miejscowości, wówczas administracyjnie związanej z Zawadą, polską nazwę Sysłów. W opracowanej w 1971 przez Powiatowy Inspektorat Statystyczny w Prudniku Statystycznej charakterystyce miejscowości w gromadach powiatu prudnickiego, miejscowość została wymieniona pod nazwami Sysłów i Sysów.

## Historia
Sysłów powstał na początku XVI wieku jako wieś zagrodnicza. Do 1742 wieś należała do powiatu sądowego głogóweckiego w Monarchii Habsburgów. Po I wojnie śląskiej znalazła się w granicach Królestwa Prus i weszła w skład powiatu prudnickiego w prowincji Śląsk.

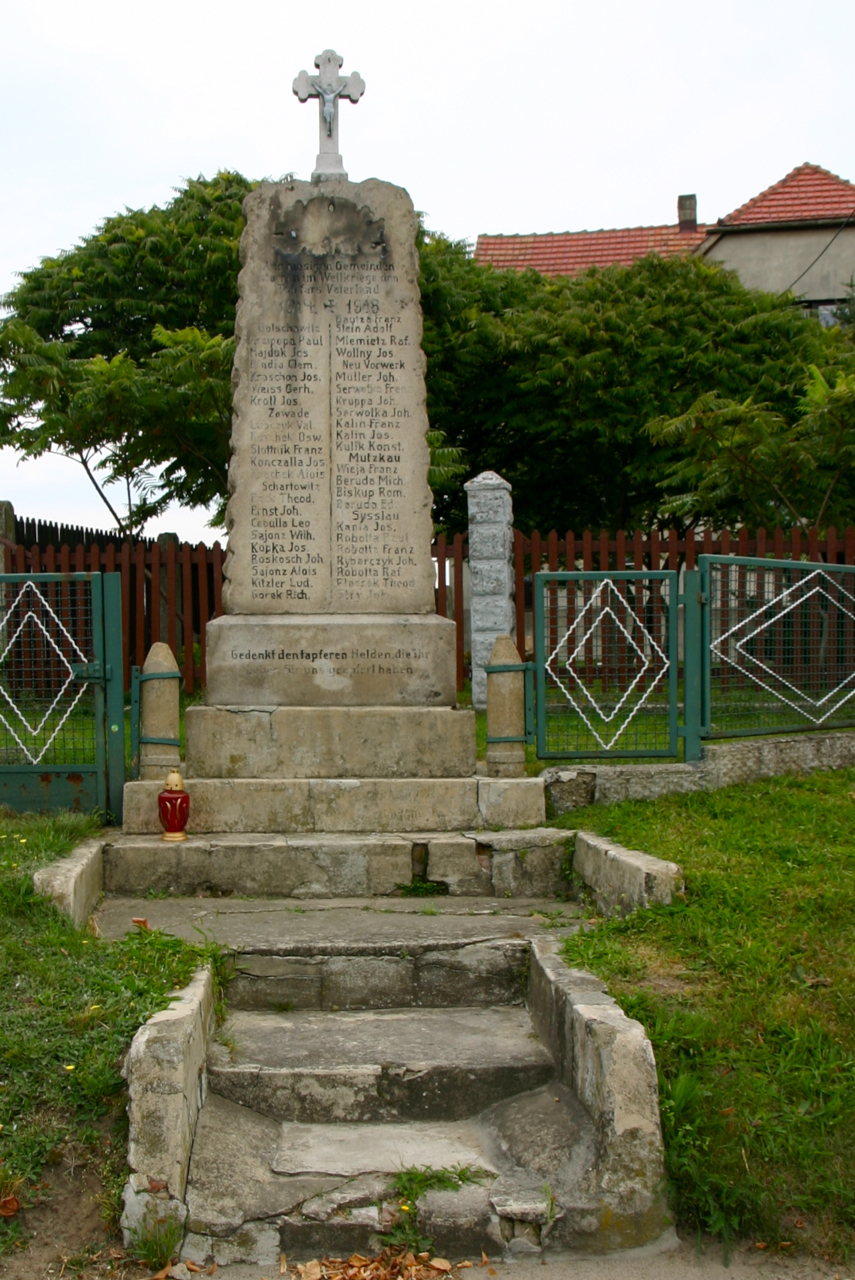
Pomnik poległych w I wojnie światowej w Golczowicach

W 1921 w zasięgu plebiscytu na Górnym Śląsku znalazła się tylko część powiatu prudnickiego. Sysłów znalazł się po stronie wschodniej, w obszarze objętym plebiscytem. W Sysłowie odbyło się zebranie, w którym uczestniczyło około 250 Polaków z okolicznych miejscowości. Zebrani przyjęli rezolucję wystosowaną do Międzysojuszniczej Komisji Rządzącej i Plebiscytowej m.in. o niedopuszczenie do głosowania tzw. „emigrantów plebiscytowych”. W latach 20. XX wieku w Golczowicach powstał pomnik upamiętniający mieszkańców Golczowic, Zawady, Czartowic, Buta, Muckowa i Sysłowa, którzy zginęli podczas I wojny światowej. W Sysłowie znajdowała się gospoda.

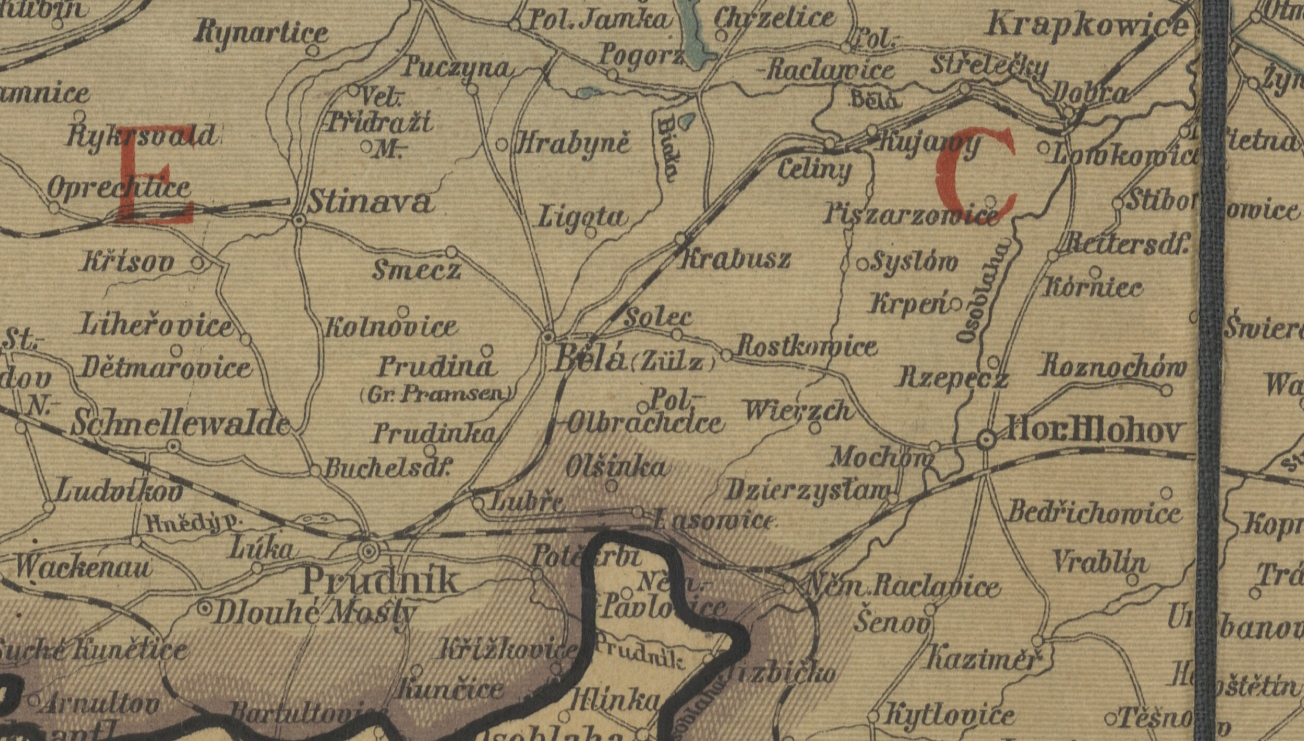
Sysłów (Syslów) wśród miejscowości ziemi prudnickiej na czeskiej mapie z 1922

Po II wojnie światowej, od marca do maja 1945 powiat prudnicki znajdował się pod kontrolą radzieckiej komendantury wojskowej. 11 maja 1945 polska administracja przejęła władzę cywilną w powiecie prudnickim. Mieszkańcom Sysłowa, posługującym się dialektem śląskim bądź znającym język polski, pozwolono pozostać we wsi po otrzymaniu polskiego obywatelstwa.
W spisie gromad i miejscowości w powiecie prudnickim na dzień 1 stycznia 1953 wymieniono Sysłów jako przysiółek Zawady pod nazwą Sysów. Według podziału administracyjnego województwa opolskiego na dzień 31 sierpnia 1964, Sysłów, jako przysiółek Zawady, należał do gromady Mochów. W 1966 w przysiółku mieszkało 81 osób. W 2013 w miejscowości mieszkało 70 osób.

## Mieszkańcy
Miejscowość zamieszkiwana jest przez mniejszość niemiecką oraz Ślązaków. Mieszkańcy przysiółka posługują się gwarą prudnicką, będącą odmianą dialektu śląskiego. Należą do podgrupy gwarowej nazywanej Klocołrzy.

## Gospodarka
W Sysłowie siedzibę ma firma Wykończenia Wnętrz Robota Robert, zrzeszona w Cechu Rzemieślników i Przedsiębiorców w Prudniku.

## Transport
Sysłów posiada połączenia autobusowe z Głogówkiem. W miejscowości znajduje się jeden przystanek autobusowy.

## Religia
Katolicy z Sysłowa należą do parafii św. Anny w Golczowicach (dekanat Głogówek).

## Bezpieczeństwo
Miejscowość jest pod opieką dzielnicowego rejonu służbowego nr 12 Komendy Powiatowej Policji w Prudniku (Komisariat Policji w Głogówku).
Teren miejscowości, jak i całej gminy Głogówek, położony jest w strefie nadgranicznej w związku z czym Straż Graniczna dysponuje, na tym obszarze, specjalnymi kompetencjami w zakresie bezpieczeństwa. Gminę Głogówek obejmuje zasięgiem służbowym placówka Straży Granicznej w Opolu ze Śląskiego Oddziału SG.